# Amyloid-Polyneuropathie
Die Amyloid-Polyneuropathie ist eine systemische, periphere Polyneuropathie, die sowohl das sensomotorische als auch das autonome Nervensystem betrifft, aufgrund von Ablagerungen im Gewebe (Amyloidose).
Es sind erworbene und familiäre (angeborene) Formen zu unterscheiden.

## Erworbene Amyloidpolyneuropathien
Hier ist folgende Unterteilung gebräuchlich:
- AL-Amyloidose[2]
  - Lokalisierte Form, Synonyme: Amyloidose, lokalisierte primäre; AL-Amyloidose, lokalisierte; Immunoglobulinamyloidose, lokalisierte[3]
  - Systemische Form, Synonyme: Multiples Myelom; Amyloidose, primäre systemische; AL-Amyloidose, systemische[4]

## Familiäre Amyloidpolyneuropathien
Diese mit FAP abgekürzte Gruppe wird unterteilt in:
- FAP I, Synonyme: Wohlwill-Andrade-Syndrom, Familiäre Amyloidpolyneuropathie Typ I, Mutation im Transthyretin-Gen
- FAP II, Synonyme:  Rukavina-Syndrom, Indiana Type, gleichfalls Transthyretin bezogen[6]
- FAP III, Synonyme: van-Allen-Syndrom, Iowa-type, Apolipoprotein A1-Mangel
- FAP IV, Synonyme: Meretoja-Syndrom, Finnish-type; Agel-Amyloidose; Amyloidose, familiäre, finnischer Typ; Amyloidose, hereditäre, finnischer Typ; Amyloidpolyneuropathie, familiäre, Typ 4; Gelsolin-Amyloidose, Gelsolin bezogen[7], s. Gittrige Hornhautdystrophie